# Trần Hiến Tông

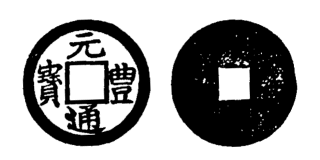
Tiền thời Trần Hiến Tông.

Trần Hiến Tông (chữ Hán: 陳憲宗 17 tháng 5 năm 1319 – 11 tháng 6 năm 1341) là vị hoàng đế thứ sáu của triều đại nhà Trần trong lịch sử Việt Nam, trị vì trong 13 năm (1329 - 1341).
Hiến Tông tuy cai trị trên danh nghĩa nhưng việc điều khiển triều chính đều do Thái thượng hoàng Trần Minh Tông xử lý. Trong thời gian này, Thượng hoàng dấy binh đi dẹp loạn Ngưu Hống ở Đà Giang, đánh quân Ai Lao xâm phạm bờ cõi.

## Thân thế
Trần Hiến Tông tên húy là Trần Vượng (陳旺),tên ngoại giao là Trần Nhật Phụ (陳日㷆), Trần Đoan Ngọ (陈端午), là con trưởng của Trần Minh Tông, mẹ là Minh Từ Quý phi họ Lê, người Giáp Sơn, là cô của Lê Quý Ly. Tuy là con đầu lòng của Minh Tông nhưng do mẹ là phi tần nên xét về chính danh ông vẫn chỉ là con thứ. Ông từ nhỏ có tên hiệu là Thiên Kiến (天建). Ngoài ông, Minh Từ Thái phi còn sinh ra Cung Định vương, tức Trần Nghệ Tông.
Theo Đại Việt sử ký toàn thư đánh giá, Trần Vượng là một người "tư trời tinh anh và sáng suốt".

## Được lập làm Thái tử
Việc Trần Vượng được lập làm Thái tử vốn không hề đơn giản, vì nó tạo một sự mâu thuẫn có hậu quả rất lớn trong nền chính trị họ Trần.
Bấy giờ, vào năm Khai Thái thứ 5 (1328), Trần Minh Tông ở ngôi đã 15 năm, tuổi đã cao mà vẫn chưa lập Thái tử. Cha của Lệ Thánh Hoàng hậu là Huệ Vũ vương Trần Quốc Chẩn giữ ý định đợi Hoàng hậu có con rồi sẽ lập. Cương Đông Văn Hiến hầu là con (có sách chép là em) của Tá Thánh Thái sư Trần Nhật Duật, do muốn đánh đổ Hoàng hậu để lập Hoàng trưởng tử Vượng, mới đem 100 lạng vàng đút lót cho gia thần của Quốc Chẩn là Trần Phẫu, bảo nó vu cáo Quốc Chẩn âm mưu phản loạn.
Sự việc diễn ra dẫn đến việc Huệ Vũ vương bị ép phải tự sát, có hơn 100 người bị dính vào vụ án này.
Năm Khai Thái thứ 6 (1329), ngày 7 tháng 2, Hoàng đế Trần Minh Tông xuống chiếu phong Trần Vượng làm Hoàng thái tử. Ngày 15 tháng 2, Minh Tông chính thức nhường ngôi, Thái tử Vượng lên làm Hoàng đế, còn Minh Tông trở thành Thái thượng hoàng.
Có giả thiết cho rằng, việc Trần Vượng được lập làm Thái Tử là phần lớn nhờ mưu kế của mẹ là Minh Từ Quý phi đã bày mưu tính kế với Văn Hiến Hầu để Văn Hiến Hầu đút lót Trần Phẫu vu oan cho Trần Quốc Chẩn tội mưu phản.

## Trị vì
Trần Hiến Tông lên ngôi, tự xưng Triết Hoàng (哲皇), đặt niên hiệu là Khai Hựu (開佑). Hiến Tông lên ngôi còn nhỏ, quyền hành thực tế ở cả trong tay Thượng hoàng, cho nên tuy có trị vì 13 năm nhưng Trần Hiến Tông không được tự chủ việc gì cả.
Dưới triều Trần Hiến Tông, biên giới phía Bắc và phía Nam tương đối ổn định. Thời gian trị vì của Hiến Tông, nhà Trần không tổ chức khoa thi nào để chọn nhân tài. Vào năm Đinh Sửu (1337) có xuống chiếu cho các quan trong triều cũng như ngoài các lộ, hàng năm xét những thuộc viên do mình quản lý, người nào siêng năng cẩn thận thì giữ lại, còn người nào không làm được thì truất bỏ.
Từ năm 1333 đến năm 1338 chỉ trong vòng 6 năm, đã có nhiều thiên tai lớn xảy ra như lụt lội, bão gió, động đất. Vì vậy Trần Hiến Tông hạ lệnh cho các nơi lập kho lương chứa thóc thuế để kịp thời cấp cho dân đói.
Về văn hóa và một số ngành khoa học như thiên văn, lịch pháp, y học vào thời gian này cũng có những thành tựu đáng kể. Dưới triều Trần Hiến Tông có Hậu nghi đài lang, Thái sử cục lệnh là Đặng Lộ người huyện Sơn Minh (Ứng Hòa, Hà Nội) đã chế ra một dụng cụ xét nghiệm khí tượng gọi là Lung Linh nghi, khi khảo nghiệm không việc gì là không đúng.
Năm Khai Hựu thứ 13 (1341), ngày 11 tháng 6, ông qua đời ở chính tẩm, tạm quàn ở Kiến Xương cung, hưởng thọ 22 tuổi. Miếu hiệu là Hiến Tông (憲宗), thụy hiệu là Thể Nguyên Ngự Cực Duệ Thánh Chí Hiếu Hoàng Đế (體元御極睿聖至孝皇帝). Khoảng 4 năm sau (1344), Hiến Tông mới được an táng vào An lăng (安陵).
Sau khi ông qua đời, Thượng hoàng Minh Tông chọn người con thứ của Hiến Từ Hoàng hậu là Trần Hạo (陳暭) lên ngôi, tức là Trần Dụ Tông.

## Gia đình
- Cha: Trần Minh Tông.
- Mẹ sinh: Minh Từ Hoàng thái phi Lê thị (明慈皇太妃黎氏 ? - 1365), người Giáp Sơn, Hải Dương.
- Mẹ đích: Hiến Từ Tuyên Thánh Hoàng hậu Trần thị (憲慈宣聖皇后陳氏 ? - 1370), chính cung của Minh Tông Hoàng đế, con gái Huệ Vũ Đại vương Trần Quốc Chẩn. Hiến Tông tôn làm đích mẫu, một mực tôn kính.
- Chính thất: Hiển Trinh Công chúa (顯貞公主), con gái trưởng của Bình chương Huệ Túc vương Trần Đại Niên (1306 - 1360). Năm Khai Hựu thứ 9 (1337) lập làm Thần phi, sinh hạ được 1 công chúa.